# Till Bastian
Till Bastian (* 20. Juni 1949 in München) ist ein deutscher Mediziner, Publizist, Politiker und Autor.

## Leben und Wirken
Till Bastian ist der Sohn von Gert Bastian. Er studierte an der Johannes Gutenberg-Universität Mainz Medizin, legte 1976 das Staatsexamen ab und wurde dort 1979 mit der Dissertation Sprachtheoretische Überlegungen als Grundmaterial einer situationspsychologisch ausgerichteten Psychopathologie zum Dr. med. promoviert. Bis 1982 arbeitete er als niedergelassener Arzt.
Von 1983 bis 1987 war Bastian Geschäftsführer der deutschen Sektion der internationalen Organisation Internationale Ärzte für die Verhütung des Atomkrieges (IPPNW). Zwei Studien über den Zusammenhang zwischen Umweltzerstörung und Kriegsgefahr, die Bastian für die IPPNW verfasste, wurden 1990 und 1992 in der IPPNW-Studienreihe „Naturzerstörung“ veröffentlicht. Sie gehörten nach Ernst Ulrich von Weizsäcker „… zum Wichtigsten, was in den letzten fünf Jahren geschrieben worden ist.“
1992 gründete Bastian das Forschungsinstitut „Umwelt, Kultur und Frieden“. Seine Gedanken um den Freitod seines Vaters im selben Jahr schrieb er in dem Buch Die Finsternis der Herzen nieder.
Von 1994 bis 1996 war Bastian Redakteur der internationalen Fachzeitschrift „Medizin und Globales Überleben“, seit 1997 ist er Redakteur der Fachzeitschrift „Umwelt – Medizin – Gesellschaft“. Er lehrt als Dozent für Literatur an der Europa-Akademie Isny.
Neben seinen Sachbüchern zur Friedensforschung und psychologischen und medizinischen Themen schreibt er seit 1997 auch Kriminalromane. Bastian bezeichnete das Schreiben dieser Romane als „eine Art Seelenhygiene“. Dem Kommissar gab er den Namen Hartmut Otto. Er sieht darin eine Art Ehrenbezeugung gegenüber dem Ermittler, der den Kriminalfall seines Vaters untersucht hatte. Er ist Mitglied der Autorengruppe deutschsprachige Kriminalliteratur – Das Syndikat.
Im Jahr 2009 zog Till Bastian als erster Abgeordneter für die Partei Die Linke in den Kreistag des Landkreises Ravensburg ein.
2017 erhielt er einen der drei Preise der Dr. Margrit Egnér-Stiftung.
Till Bastian lebt mit seiner Frau und zwei gemeinsamen Söhnen seit 1989 in Isny im Allgäu.
Im Oktober 2022 gab Till Bastian ein Interview, in dem er auf die bis heute nicht geklärten Umstände des Todes seines Vaters und Petra Kellys einging. Er glaubt, sein Vater habe aus Verzweiflung und einem falsch verstandenen soldatischen Pflichtbewusstsein die Schüsse abgegeben.

## Schriften
- Sprachtheoretische Überlegungen als Grundmaterial einer situationspsychologisch ausgerichteten Psychopathologie. Dissertation. Universität Mainz 1978.
- Naturzerstörung. Die Quelle der künftigen Kriege. IPPNW, Heidesheim 1990.
- Die Finsternis der Herzen. Nachdenken über eine Gewalttat. PapyRossa, Köln 1994, ISBN 3-89438-074-8.
- Auschwitz und die „Auschwitz-Lüge“. Massenmord und Geschichtsfälschung. Beck, München 1994, ISBN 3-406-37448-4.
- Zivilcourage. Von der Banalität des Guten. Rotbuch, Hamburg 1996, ISBN 3-88022-375-0.
- Furchtbare Soldaten. Deutsche Kriegsverbrechen im Zweiten Weltkrieg. Beck, München 1997, ISBN 3-406-42019-2.
- Eine Hand im Park. Droemer Knaur, München 1998, ISBN 3-426-61018-3.
- Niemandszeit. Deutsche Porträts zwischen Kriegsende und Neubeginn. Beck, München 1999, ISBN 3-406-42131-8.
- Tödliches Klima. Roman. Riemann, München 2000, ISBN 3-570-50012-8.
- Lebenskünstler leben länger. Gesundheit durch Eigensinn. Kindler, Reinbek bei Hamburg 2000, ISBN 3-463-40372-2.
- Die lautlosen Gegner. Seuchen gefährden unsere Zukunft. Pendo, Zürich, München 2001, ISBN 3-85842-420-X.
- Furchtbare Ärzte. Medizinische Verbrechen im Dritten Reich. beck'sche reihe 1113, München 2001, ISBN 3-406-44800-3
- Kinder brauchen böse Eltern. Erziehung zur Selbständigkeit. Droemer Knaur, München 2001, ISBN 3-426-66706-1 (Rezension von Bernd Nitzschke).
- Die letzte Nacht. Verlag der Criminale, München 2001, ISBN 3-935284-74-8.
- Sinti und Roma im Dritten Reich. Geschichte einer Verfolgung. Beck, München 2001, ISBN 3-406-47551-5.
- Tango Criminale. Verlag der Criminale, München 2002, ISBN 3-935877-38-2.
- 55 Gründe, mit den USA nicht solidarisch zu sein – und schon gar nicht bedingungslos. Pendo, Zürich, München 2002, ISBN 3-85842-488-9.
- Der Mensch und die anderen Tiere. Plädoyer für eine Umkehr. Pendo, Zürich, München 2003, ISBN 3-85842-562-1.
- High Tech unterm Hakenkreuz. Von der Atombombe bis zur Weltraumfahrt. Militzke, Leipzig 2005, ISBN 3-86189-740-7.
- Seelenleben. Eine Bedienungsanleitung für unsere Psyche. Kösel, München 2010, ISBN 978-3-466-30848-4.
- Die Seele als System. Wie wir wurden, was wir sind. Vandenhoeck & Ruprecht, Göttingen 2010, ISBN 978-3-525-40167-5.